# Cinque Nazioni 1998
Il Cinque Nazioni 1998 (in inglese 1998 Five Nations Championship; in francese Tournoi des Cinq Nations 1998; in gallese Pencampwriaeth y Pum Gwlad 1998) fu la 69ª edizione del torneo annuale di rugby a 15 tra le squadre nazionali di Francia, Galles, Inghilterra, Irlanda e Scozia, nonché la 104ª in assoluto considerando anche le edizioni dell'Home Nations Championship.
Noto per motivi di sponsorizzazione come Lloyds TSB Five Nations a seguito di accordo di partnership commerciale con la banca Lloyds TSB, si tenne dal 7 febbraio al 5 aprile 1998.
Si trattò della prima edizione di sempre del torneo a legarsi al nome di uno sponsor: ad agosto 1997, infatti, il comitato organizzatore del torneo aveva stipulato un accordo quinquennale di naming con la neoformata banca per un corrispettivo di circa 6 milioni di sterline a stagione.
Altra importante novità, poche settimane prima dell'inizio del torneo era stata annunciata l'ammissione dell'Italia a partire dal 2000.
Si trattava quindi, quella del 1998, della penultima edizione a cinque squadre.
La Francia bissò il Grande Slam della stagione precedente e si aggiudicò il suo 20º titolo, 12º indiviso; dietro di lei l'Inghilterra, che dovette inseguire per tutto il torneo avendo perso la prima partita a Saint-Denis contro gli avversari d'Oltremanica.
Francia e Inghilterra (a sua volta aggiudicataria della Triplice Corona avendo battuto le altre tre squadre delle isole britanniche) si imposero come le due dominatrici del torneo: furono le uniche due squadre a terminare con una differenza punti positiva, mentre le altre terminarono con passivi da -30 a -70; singolarmente il Galles, che incassò 111 punti incontrando le due capilista, fu la migliore delle altre, finendo terza sia pur con la differenza punti peggiore.
Sempre il Galles disputò i suoi incontri al vecchio stadio londinese di Wembley per i lavori che interessarono sia l'Arms Park che il limitrofo National Stadium di Cardiff, in corso di ricostruzione per diventare il Millennium Stadium in tempo per la Coppa del Mondo di rugby 1999.
Il whitewash andò invece all'Irlanda, all'epoca a digiuno dalla vittoria finale da 13 anni.
Il valore delle marcature, come stabilito dall’IRFB nel 1992, era: 5 punti per ciascuna meta (7 se trasformata), 3 punti per la realizzazione di ciascun calcio piazzato, idem per il drop.

## Nazionali partecipanti e sedi
| Squadra     | Città       | Impianto interno |
| ----------- | ----------- | ---------------- |
| Francia     | Saint-Denis | Stade de France  |
| Galles      | Londra      | Wembley          |
| Inghilterra | Londra      | Twickenham       |
| Irlanda     | Dublino     | Lansdowne Road   |
| Scozia      | Edimburgo   | Murrayfield      |

## Risultati

### 1ª giornata
| Arbitro: | David McHugh |

|                                 |      |                           |
| Bernat-Salles 11’ Dominici 19’  | mt   | 48’ Back                  |
| Lamaison 11’                    | tr   |                           |
| Lamaison 34’, 67’               | c.p. | 4’, 42’, 55’, 70’ Grayson |
| T. Castaignède 45’ Sadourny 79’ | drop |                           |

| Arbitro: | André Watson |

|               |      |                           |
| tecnica       | mt   | Tait                      |
| Humphreys     | tr   |                           |
| Humphreys (2) | c.p. | Chalmers (2) Shepherd (2) |
| Humphreys     | drop |                           |

### 2ª giornata
| Arbitro: | Colin Hawke |

|                                                            |      |                             |
| Back Bracken Dallaglio Dawson W. Greenwood Healey Rees (2) | mt   | Bateman (2) Gibbs G. Thomas |
| Grayson (7)                                                | tr   | N. Jenkins (3)              |
| Grayson (2)                                                | c.p. |                             |

| Arbitro: | Paddy O’Brien |

|              |      |                                                                            |
| Stanger      | mt   | Bernat-Salles (2) Brouzet Califano Carbonneau T. Castaignède M. Lièvremont |
| Chalmers     | tr   | T. Castaignède (3) Lamaison (2)                                            |
| Chalmers (3) | c.p. | T. Castaignède Lamaison                                                    |

### 3ª giornata
| Arbitro: | Jim Fleming |

|                      |      |            |
| Bernat-Salles Ibañez | mt   | Hickie     |
| Lamaison             | tr   | Elwood     |
| Lamaison (2)         | c.p. | Elwood (3) |

| Arbitro: | Joël Dumé |

|                          |      |                    |
| Proctor                  | mt   | D. Cronin Townsend |
| A. Thomas                | tr   |                    |
| N. Jenkins A. Thomas (3) | c.p. | Chalmers           |

### 4ª giornata
| Arbitro: | Ed Morrison |

|               |      |                              |
| Costello Ward | mt   | Bateman N. Jenkins K. Morgan |
| Elwood        | tr   | N. Jenkins (3)               |
| Elwood (3)    | c.p. | N. Jenkins (3)               |

| Arbitro: | Clayton Thomas |

|                   |      |                               |
| Longstaff Stanger | mt   | Dawson Grayson Healey tecnica |
| Lee (2)           | tr   | Grayson (4)                   |
| Chalmers (2)      | c.p. | Grayson                       |
|                   | drop | Grayson                       |

### 5ª giornata
| Arbitro: | Derek Bevan |

|                                   |      |            |
| Catt Cockerill de Glanville Perry | mt   | Hickie (2) |
| Grayson (3)                       | tr   | Elwood (2) |
| Grayson (3)                       | c.p. | Elwood     |

| Arbitro: | Peter Marshall |

|  |      |                                                       |
|  | mt   | Galthié Garbajosa (2) Glas T. Lièvremont Sadourny (2) |
|  | tr   | Lamaison (5)                                          |
|  | c.p. | Lamaison (2)                                          |

## Classifica
| Pos | Squadra     | G | V | N | P | PF  | PS  | DP  | Pt |
| --- | ----------- | - | - | - | - | --- | --- | --- | -- |
| 1   | Francia     | 4 | 4 | 0 | 0 | 144 | 49  | +95 | 8  |
| 2   | Inghilterra | 4 | 3 | 0 | 1 | 146 | 87  | +59 | 6  |
| 3   | Galles      | 4 | 2 | 0 | 2 | 75  | 145 | −70 | 4  |
| 4   | Scozia      | 4 | 1 | 0 | 3 | 66  | 120 | −54 | 2  |
| 5   | Irlanda     | 4 | 0 | 0 | 4 | 70  | 100 | −30 | 0  |